# Acrocercops alysidota
Acrocercops alysidota är en fjärilsart som först beskrevs av Edward Meyrick 1880.  Acrocercops alysidota ingår i släktet Acrocercops och familjen styltmalar. Inga underarter finns listade i Catalogue of Life.

## Bildgalleri

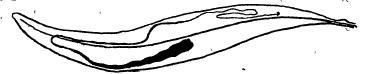